# 50 (アルバム)
『50』（フィフティー）は、2016年にリリースされたリック・アストリーの7枚目のスタジオ・アルバムである。同年に50歳の誕生日を迎える事をきっかけに制作され、そのままタイトルにも使用された。全曲をアストリー自身が手がけている。

## チャート成績
全英アルバムチャートでは『ホエネヴァー・ユー・ニード・サムバディ』以来29年ぶりとなる首位を獲得した。

## 収録曲
1. Keep Singing
2. Angels on My Side
3. Wish Away
4. This Old House
5. Pieces
6. God Says / Dance
7. I Like the Sun
8. Somebody Loves Me
9. Let It Rain
10. Pray with Me
11. Coming Home Tonight
12. Let It Be Tonight